# YUKI concert tour“Blink Blink” 2017.07.09 大阪城ホール
『YUKI concert tour“Blink Blink” 2017.07.09 大阪城ホール』は2018年1月31日にリリースされたYUKIのライブ・ビデオ。

## 概要
2017年2月6日にソロデビュー15周年を迎えたYUKIが、アルバム『まばたき』のリリースと15周年を記念して開催した『YUKI concert tour“Blink Blink”2017』全13公演の中から、2017年7月9日大阪城ホール公演での模様を完全映像化。
『まばたき』の楽曲を中心としているが、デビュー15周年ツアーでもあるため、新旧様々な楽曲が披露されている。
Blu-ray、DVD盤それぞれの初回生産限定盤には、「音だけでもこのコンサートが楽しめるように」との願いも込め、こちらも完全収録したCD（二枚組）を付属する等、YUKI自身初の試みでの仕様で全4形態をリリースした。

## 収録曲
【LIVE】

1. Bili! Bili!
2. 暴れたがっている
3. プレゼント
4. ドラマチック
5. ハローグッバイ
6. 名も無い小さい花
7. the end of shite
8. 私は誰だ
9. こんにちはニューワールド
10. tonight
11. In the blink of an eye
12. レディ・エレクトリック
13. ひかりのおと
14. プリズム
15. ひみつ
16. バスガール
17. メランコリニスタ
18. ランデヴー
19. ワンダーライン
20. Do the Blink
21. JOY
22. Hello !
23. Y with Guitar
24. 相思相愛
25. 1 分間のスポットライト
26. 恋愛模様
27. 2人のストーリー
28. 聞き間違い
29. さよならバイスタンダー
30. 鳴いてる怪獣
31. WAGON
32. トワイライト

【EXTRA】
DOCUMENT of YUKI concert tour “Blink Blink” 2017

PROJECTION

- In the blink of an eye
- バスガール（広島ver.）
- バスガール（福岡ver.）
- バスガール（宮城ver.）
- バスガール（名古屋ver.）
- バスガール（新潟ver.）
- バスガール（横浜ver.）
- バスガール（大阪ver.）
- バスガール（函館ver.）
- 相思相愛（大阪城ホール）

【DVD 初回付属CD(ライブ音源)】
DISC 3（CD）
1. Bili! Bili!
2. 暴れたがっている
3. プレゼント
4. ドラマチック
5. ハローグッバイ
6. 名も無い小さい花
7. the end of shite
8. 私は誰だ
9. こんにちはニューワールド
10. tonight
11. レディ・エレクトリック
12. ひかりのおと～プリズム
13. ひみつ
14. バスガール
15. メランコリニスタ
16. ランデヴー
17. ワンダーライン

DISC 4（CD）
1. Do the Blink
2. JOY
3. Hello !～Y with Guitar
4. 相思相愛
5. 1分間のスポットライト～恋愛模様
6. 2人のストーリー
7. 聞き間違い
8. さよならバイスタンダー
9. 鳴いてる怪獣
10. WAGON
11. トワイライト

## ツアー日程
- 2017.4.29（土/祝）広島県・広島県立総合体育館（広島グリーンアリーナ）
- 2017.5.13（土）福岡県・マリンメッセ福岡
- 2017.5.14（日）福岡県・マリンメッセ福岡
- 2017.5.20（土）宮城県・宮城県総合運動公園総合体育館（セキスイハイムスーパーアリーナ）
- 2017.6.7（水）愛知県・名古屋市総合体育館（日本ガイシホール）
- 2017.6.8（木）愛知県・名古屋市総合体育館（日本ガイシホール）
- 2017.6.24（土）新潟県・朱鷺メッセ新潟コンベンションセンター
- 2017.7.1（土）神奈川県・横浜アリーナ
- 2017.7.2（日）神奈川県・横浜アリーナ
- 2017.7.8（土）大阪府・大阪城ホール
- 2017.7.9（日）大阪府・大阪城ホール
- 2017.7.22（土）北海道・函館アリーナ
- 2017.7.23（日）北海道・函館アリーナ